# 彭科爾的秘密
《彭科爾的秘密》 （IPA讀音：ruˈsia siˈ peŋˈkor），又名《哈吉·薩勒》（Hadji Saleh），是一部1939年上映的荷屬東印度（今印度尼西亞）電影，由鄭丁春執導，其主理的爪哇工業影業（Java Industrial Films）出品，並由達英、比蘇和哈迪查（Hadidjah）主演，講述一名年輕女子被其愛人和一名叫「彭科爾」（Si Pengkor）的男子從欺騙其感情的追求者中拯救出來的故事。

## 劇情
哈吉·薩勒前往聖山朝聖，留下他的妻子和女兒蘇蒂（Suti）。蘇蒂的美貌使她被多人追求，但她只愛薩阿里（Saari）。正因如此，被蘇蒂嫌棄，也是薩阿里朋友的利欣（Lihin）操縱警察將薩阿里收監。薩阿里獲判無罪釋放之後，在成為蘇蒂的未婚夫之前，又要面對潛在追求者烏辛（Usin）的挑戰。蘇蒂後來發現其父親化名「彭科爾」，在她不知情的情況之下保護她。

## 製作
《彭科爾的秘密》由鄭丁春為其爪哇工業影業執導及出品，而電影的攝影由其弟鄭丁亮（The Teng Liong）負責，音響效果則由鄭丁春的另一弟弟鄭丁輝（The Teng Hui）負責。電影由達英、比斯蘇和哈迪查主演。比斯蘇長年為爪哇工業影業工作，而音樂家馬斯·薩爾迪（Mas Sardi）的妻子哈迪查則是首次在爪哇工業影業的電影中演出。蒙面人物幫助女孩的故事是從爪哇工業影業的對手陳氏影業（Tan's Film）的早年作品《黑烏鴉》（Gagak Item）中取得靈感。
這部電影比賣座電影，由荷裔印尼人記者阿爾貝特·巴林克（Albert Balink）執導的《月光曲》（Terang Boelan）晚兩年面世，比陳氏影業攝製的《法蒂瑪》（Fatima）晚一年面世。雖然他早年的作品的目標觀眾主要是華裔，《彭科爾的秘密》的目標觀眾卻主要聚焦在荷屬東印度的土著人口。鄭丁春早年電影的成功促使他發揮更大的財政機會。而《彭科爾的秘密》對土著觀眾的重視亦反映在其廣告上。其廣告反覆使用了「印度尼西亞」（Indonesia）一詞，而該詞被支持民族覺醒運動人士使用。

## 發行
《彭科爾的秘密》在1939年上映。印尼電影歷史學家米斯巴赫·尤薩·比蘭（Misbach Yusa Biran）表示，《彭科爾的秘密》不能夠實際帶出使《月光曲》和《法蒂瑪》成功的元素。但是，鄭丁春後期拍攝，比《彭科爾的秘密》更貼近《月光曲》風格的的作品《白茅》（Alang-Alang）成為其最成功的作品之一。
這部電影如今可能已經散佚。美國視覺人類學家卡爾·G·海德（Karl G. Heider）認為所有在1950年前製作的印尼電影均已散失。不過，J·B·克里斯坦托（J.B. Kristanto）在《印尼電影目錄》（Katalog Film Indonesia）中表示，印尼電影資料館收錄了幾部荷屬東印度電影，使之得以流傳。而比蘭則指出，有幾部日本宣傳電影藏於荷蘭政府新聞處（Rijksvoorlichtingsdienst），並留存至今。

## 註解
1. 1 2 3  Filmindonesia.or.id, Roesia si Pengkor.
2. 1 2 3 4  Biran 2009，第176–77頁.
3. ↑  Biran 2009，第176–77頁.
4. ↑  Heider 1991，第14頁.
5. ↑  Biran 2009，第351頁.

## 外部連結
- 互联网电影数据库（IMDb）上《彭科爾的秘密》的资料（英文）